# Cờ Thống nhất
Cờ Triều Tiên thống nhất (tiếng Anh: Korean Unification Flag; tiếng Hàn Quốc: 한반도기) là một lá cờ được thiết kế để đại diện cho toàn bộ Triều Tiên, người Triều Tiên ở hai miền chẳng hạn như khi miền Bắc (tức Cộng hòa Dân chủ Nhân dân Triều Tiên) và miền Nam (tức Đại Hàn Dân quốc) cùng tham gia một đội trong các sự kiện thể thao và lá cờ này sẽ đại diện cho đội đó. Nền của lá cờ này có màu trắng biểu trưng cho sự trong sạch của toàn bộ dân tộc trên bán đảo còn ở trung tâm lá cờ có in hình bán đảo Triều Tiên với một màu xanh dương thể hiện cho sự thống nhất dân tộc toàn bộ bán đảo (lá cờ này có sự xuất hiện đảo Jeju ở phía Tây Nam và đảo Ulleungdo với Đảo Liancourt ở phía Đông vào năm 2006). Lá cờ này không được coi là một lá cờ chính thức ở cả hai quốc gia trên bán đảo nhưng là biểu tượng văn hóa và cờ tượng trưng cho cả nước.

## Sử dụng trong lĩnh vực thể thao
Đã có một kế hoạch, theo đó Cộng hòa Dân chủ Nhân dân Triều Tiên (tức Bắc Triều Tiên) và Đại Hàn Dân quốc (tức Hàn Quốc hoặc Nam Hàn) sẽ tham gia thi đấu như một đội tuyển vào Đại hội Thể thao châu Á 1990, mặc dù những nỗ lực như vậy đã không trở thành hiện thực. Trước cuộc gặp gỡ châu lục năm 1990, lá cờ Triều Tiên thống nhất được hình thành với hình ảnh bán đảo Triều Tiên, bao gồm cả đảo Jeju, trên nền trắng.
Lá cờ được sử dụng lần đầu vào năm 1991 khi hai nước cạnh tranh như một đội trong Giải đấu tranh cúp Tennis Thế giới lần thứ 41 tại Chiba, Nhật Bản và tranh cúp bóng đá trẻ Thế giới lần thứ 8 tại Lisboa, Bồ Đào Nha.

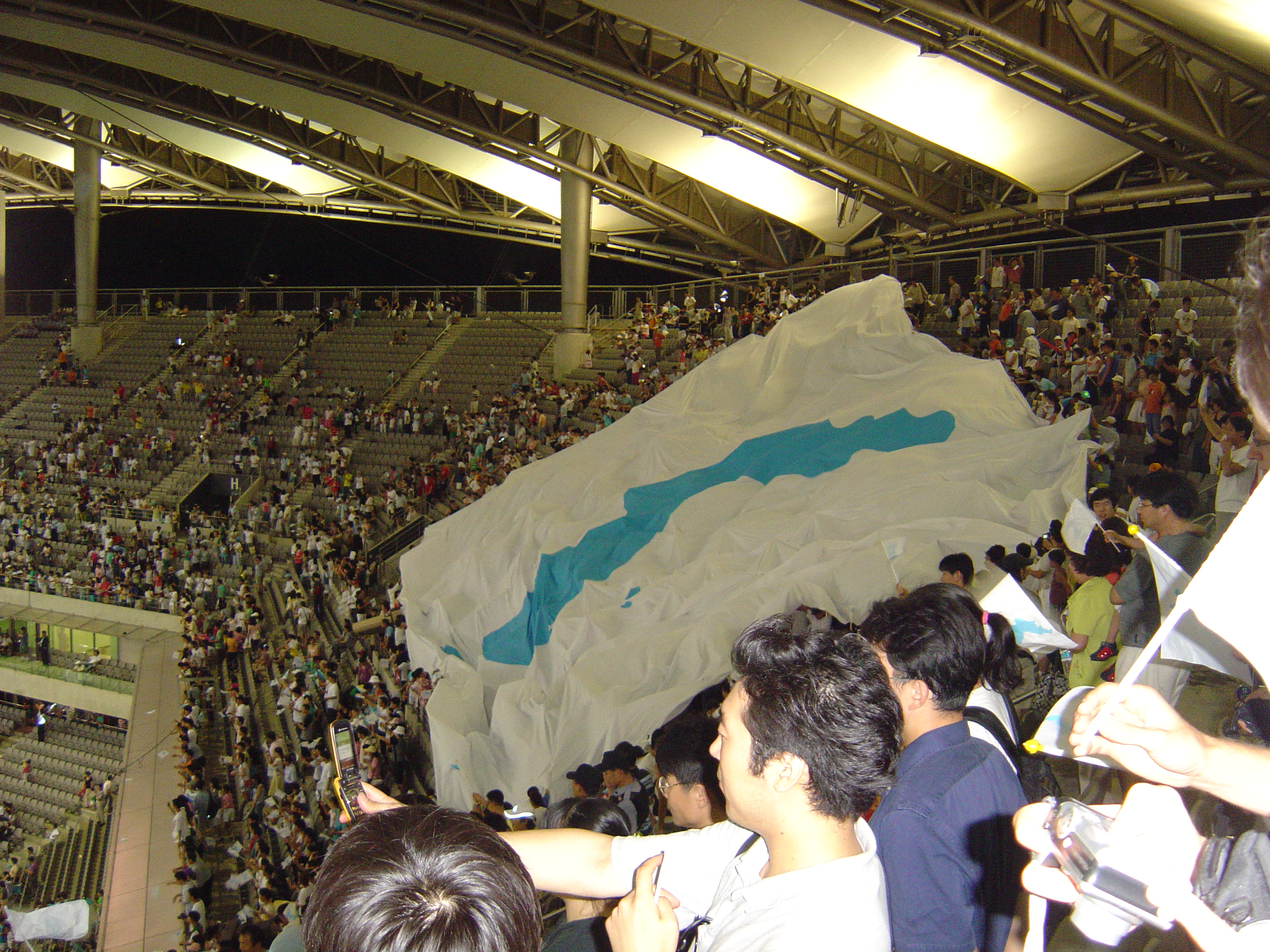
Lá cờ tại Sân vận động World Cup Seoul, 2005

Thời gian sau đó, hai quốc gia đã diễu hành cùng nhau dưới lá cờ thống nhất trong các sự kiện Thế vận hội Mùa hè 2000 (tổ chức tại Sydney, Úc), Đại hội Thể thao châu Á 2002 (tổ chức tại Busan, Hàn Quốc), Summer Universiade 2003 (tổ chức tại Daegu, Hàn Quốc), Thế vận hội mùa hè 2004 (tổ chức tại Athens, Hy Lạp), Thế vận hội mùa đông 2006 (tổ chức tại Torino, Ý) và Đại hội Thể thao châu Á 2006 (Tổ chức tại Doha, Qatar); tuy nhiên hai nước vẫn tham gia với tư cách hai đội tuyển quốc gia riêng biệt.
Lá cờ này không được sử dụng trong Thế vận hội mùa hè 2008 ở Bắc Kinh, Trung Quốc. Không chỉ thi đấu như một đội tuyển thống nhất, thậm chí kế hoạch của Ủy ban tổ chức Thế vận hội Bắc Kinh *BOCOG" theo đó hai đội của hai quốc gia sẽ kề vai đi cùng nhau trong lễ diễu hành khai mạc đã bị từ chối, do sự phản đối của phái đoàn CHDCND Triều Tiên vào phút cuối.
Hai nước cũng đã diễu hành riêng biệt tại Thế vận hội Mùa hè 2012 ở Luân Đôn. Triều Tiên đã không tham gia Thế vận hội Mùa đông 2014 ở Sochi, Nga. Tại lễ khai mạc Thế vận hội Mùa hè 2016 ở Rio de Janeiro, Brazil, hai đội tiếp tục diễu hành riêng rẽ như năm 2008.
Lá cờ thống nhất được sử dụng lại khi hai quốc gia đi diễu hành cùng nhau tại Thế vận hội Mùa đông 2018 ở Hàn Quốc.

## Sử dụng trong văn cảnh khác
Những lần khác mà lá cờ được sử dụng bao gồm:
- Cờ được trưng bày ở ranh giới giữa hai bên khi Tổng thống Hàn Quốc, Roh Moo-hyun, bước chân đi bộ vào lãnh thổ Triều Tiên trong một chuyến thăm chính thức năm 2007.[6]
- Trong năm 2010, một nhóm công dân và quan chức Triều Tiên đã vẫy lá cờ này khi nói lời tạm biệt với vị linh mục Hàn Quốc Han Sang-ryol quay lại Hàn Quốc từ Triều Tiên bằng cách băng qua Khu phi quân sự Triều Tiên, nhưng ông đã ngay lập tức bị bắt sau khi trở về Hàn Quốc.[7][8]
- Vào năm 2012, một nhóm công dân và quan chức Triều Tiên đã vẫy lá cờ khi nói lời tạm biệt với Ro Su-hui, phó chủ tịch Liên Minh Tái thống nhất Đất mẹ (Pomminryon).[9] Ông đã quay trở về Hàn Quốc từ Triều Tiên bằng cách băng qua Khu phi quân sự Triều Tiên. Các báo cáo của các phương tiện truyền thông nhắc đến lá cờ là "Triều Tiên là một".[10] Ông ngay lập tức bị bắt sau khi trở về Hàn Quốc và sau đó chịu án tù giam.[11]